# 白三烯D4

类二十烷酸的合成（右侧为白三烯）

白三烯D4（英語：Leukotriene D4）是白三烯的一种，在体内具有支气管收缩、血管收縮、平滑肌收缩、增加血管通透性等功能。